# Multitud inteligente
Multitudes inteligentes, smart mobs, flash mobs o mobs en inglés, es una forma de organización social que nace y se estructura a través de las nuevas tecnologías de la información y las comunicaciones. El término fue acuñado por Howard Rheingold en su libro Smart Mobs: The Next Social Revolution (Smart Mobs: La Próxima Revolución Social) (2002) y se puede traducir como "Multitud o Muchedumbre Inteligente". Según Rheingold, los "smart mobs" son un indicador de la evolución de las tecnologías de comunicación y son estas las que le otorgan poderes a las personas.
Estas tecnologías en desarrollo incluyen a Internet, con medios de Comunicación Digital tales como chat, blogs, y páginas de contenido colaborativo así como también dispositivos de comunicación inalámbrico como teléfonos móviles y PDAs. Además, métodos como las redes peer to peer y la computación ubicua están cambiando la forma en que estas personas organizan y comparten la información.
Un "smart mob" es un grupo que, contrario a la usual connotación de «muchedumbre», se comporta de manera inteligente o eficiente debido al crecimiento exponencial de enlaces en la red. Esta red de enlaces permite a las personas conectarse con la información y con otras personas, permitiendo de esta manera que se forme una coordinación social.
Estas estructuras descentralizadas se organizan de tal manera que se asemejan al comportamiento del "slime mold" o Myxomycota un moho (hongo) que adopta una apariencia unicelular o pluricelular dependiendo de las condiciones ambientales, haciendo el paralelo, a veces una voz y es a veces muchas voces, pero siempre organizadas.
Una de las razones del crecimiento de los "smart mobs" es la constante baja en los costos de las tecnologías de las comunicaciones, lo que ha permitido que estén al alcance de un número cada vez mayor de personas. Dependiendo de como se usan estas tecnologías la información y las comunicaciones, pueden generar efectos benéficos o perjudiciales para la sociedad. Lo positivo crear una sociedad consciente, participativa y responsable. El caso opuesto sería crear una sociedad similar a la propuesta por George Orwell en su libro 1984.
Las multitudes inteligentes se organizan espontáneamente a través de internet y de dispositivos móviles de comunicación con fines que puede ser completamente lúdicos o con una fuerte carga política. 
Se diferencian del “marketing vivo” en que los participantes no son actores representando una situación, sino que son personas reales que interactúan libremente con un fin común.
Los políticos y los profesionales de la publicidad, las relaciones públicas se plantean si es posible utilizar las multitudes inteligentes para conseguir algún objetivo determinado, como puede ser el lanzamiento o la revitalización de un producto o la movilización social con fines propagandísticos.

## Movilizaciones ciudadanas
Los ejemplos de movilizaciones ciudadanas mediadas por las tecnologías se vienen reproduciendo ya desde finales del siglo XX y han supuesto un nuevo reto para los estudios sobre masas. La implantación y accesibilidad a internet y tecnologías móviles por parte de un segmento de la sociedad cada vez más amplio hace que se generen nuevos modos de organización social, cultural y política. Aunque existe la preocupación de una posible deshumanización provocada por los efectos tecnológicos, algunos teóricos afirman que esta preocupación debe venir acompañada de la creencia que la comunicación genera lazos de unión y ofrece contextos e identidades compartidas.
Se denomina “Web Squared” a aquellas acciones de llamamiento político global a través de Internet. Se trata de acciones colectivas en las que individuos que permanecen espacialmente disgregados en el territorio (global o local) se unen a partir de la comunicación a través de dispositivos móviles confluyendo en un lugar específico. La vida contemporánea se reparte en una pluralidad de redes y que los vínculos espaciales ya no son el único tipo de relación existente sino que existe un espacio relacional y múltiple que posibilita compromisos más abiertos que cuando el territorio era de dimensión fija.
Individuos, grupos, dispositivos móviles, y también ordenadores conectados vía internet, forman una masa híbrida politizada y difunden informaciones ausentes de los medios de comunicación de masas. Se favorece así a un nuevo sistema de política en red que facilita la participación política no convencional.
En 1999 la denominada Batalla de Seattle, una protesta contra la Organización Mundial del Comercio congregó a millares de personas a través del uso de dispositivos móviles, inalámbricos e Internet. Dos años más tarde, en 2001, el que fuera jefe de Estado de Filipinas, Joseph Estrada, fue derrocado del poder tras cuatro días de movilización ciudadana convocada a través de mensajes de texto (sms). Estos son dos ejemplos tempranos de movilizaciones mediadas por las tecnologías a los que se le puede sumar algunos de más recientes como el Movimiento 15M o las manifestaciones de la Primavera Árabe, en las que el componente tecnológico se une al social y humano convirtiéndose en elemento clave para la difusión y crecimiento de dichos movimientos. Vicente L. Rafael afirma que se puede concebir la multitud no sólo como un mero efecto de los sistemas tecnológicos, sino como una especie de tecnología en sí misma.

## Inteligencia colectiva y multitud inteligente
El concepto de inteligencia colectiva definido por Tim O'Reilly en 2005 adopta un nuevo significado en pleno siglo XXI con el crecimiento exponencial de la transmisión de datos e información. Asimismo, la idea conecta de forma directa con la propuesta de Rheingold y el concepto de smart mob o multitud inteligente. El éxito de la propuesta de este pilar básico en la web 2.0 radicó en conceptualizar un espacio en el que se conjugase la página web informativa con la consecución de un sistema de enlaces mucho más fiable e interactivo, además de inclusivo.
Actualmente, las aplicaciones que conllevan a la generación de la inteligencia colectiva ya no son conducidas solo por humanos sino también por sensores. Teléfonos celulares y cámaras se convierten en orejas y ojos para las aplicaciones que permiten recoger y presentar datos a tiempo real y de manera informal. Las aplicaciones móviles son aplicaciones conectadas las unas con las otras formando un sistema de network cada vez más amplio. En este sentido, la participación aumenta exponencialmente a medida que el acceso a dispositivos inalámbricos e Internet crece.